# Szonghva
Szonghva (hangul: 송화군, Szonghva-kun, handzsa: 松禾郡, RR: Songhwa-kun, ’fenyveskalász’) megye Észak-Koreában, Dél-Hvanghe (Hwanghae) tartományban. 1408-ban hozták létre Cshongszonghjon (청송현; 靑松縣, Ch'ŏngsonghyŏn) és Kahvahjon (가화현; 嘉禾縣, Kahwahyŏn) egyesítésével. 1895-ben emelték megyei rangra.

## Földrajza
Északról Ulljul (Ŭnryul), keletről Szamcshon (Samch'ŏn), délről Csangjon (Changyŏn), nyugatról Kvail (Kwail) határolja.
Legmagasabb pontja a 657 méter magas Mokszan (먹산; 먹山, Mŏksan).

## Közigazgatása
1 községből (up (ŭp)), 10 faluból (ri (ri)) áll:
| - Szonghva-up (송화읍; 松禾邑, Songhwa-ŭp) - Kvanjang-ri (관양리; 觀陽里, Kwanyang-ri) - Kuthan-ri (구탄리; 九灘里, Kut'an-ri) - Taam-ri (다암리; 多岩里, Taam-ri) - Rjongho-ri (룡호리; 龍虎里, Ryongho-ri) - Mjongnje-ri (명례리; 明禮里, Myŏngnye-ri) | - Szudzsung-ri (수증리; 壽增里, Sujŭng-ri) - Jakszan-ri (약산리; 藥山里, Yaksan-ri) - Oncshon-ri (온천리; 溫泉里, Onch'ŏn-ri) - Vondang-ri (원당리; 院堂里, Wŏndang-ri) - Hongam-ri (홍암리; 鴻岩里, Hongam-ri) |

## Gazdaság
Szonghva (Songhwa) megye gazdasága szövőiparra, textiliparra, építőanyaggyártásra épül.

## Oktatás
Szonghva (Songhwa) megye egy mezőgazdasági főiskolának, 12 általános és 12 középiskolának ad otthont.

## Egészségügy
A megye számos egészségügyi intézménnyel rendelkezik, köztük 1 megyei és kb. 10 helyi kórházzal.

## Közlekedés
A megye közutakon a szomszédos helységek felől közelíthető meg. A megye vasúti kapcsolattal rendelkezik, az Ulljul (Ŭnryul) és Csangjon (Changyŏn) vonalak része.